# Gare d'Autonomía
La gare d'Autonomía est le nom d'une gare de Bilbao, exploitant les lignes C-1 et C-2 du réseau de Renfe Cercanías Bilbao. La gare, enterrée, se situe dans la rue éponyme, dans le quartier d'Indautxu, et dessert le Pavillon La Casilla (Pabellón la Casilla en castillan), où joue l'équipe de basket-ball Iurbentia Bilbao Basket.

## Situation ferroviaire

Mapa de red de Renfe Cercanías Bilbao.

## Histoire
Autonomía a été inaugurée en 2000 grâce au plan de l'association Bilbao Ria 2000, et est une des quatre gares qui composent la Variante Sud Ferroviaire de Cercanías (nom populaire des trains de banlieue de la Renfe). La gare dispose d'un escalator qui relie les plates-formes avec l'étage supérieur.

## Service des voyageurs

### Desserte
| Provenance/Destination | <          | Ligne   | >        | Provenance/Destination |
| ---------------------- | ---------- | ------- | -------- | ---------------------- |
| Santurtzi              | San Mamés  |         | Ametzola | Bilbao-Abando          |
| Muskiz                 | San Mamés  |         | Ametzola | Bilbao-Abando          |
| Rekalde                | La Casilla | (*2009) | Basurto  | Atxuri                 |

### Intermodalité
Elle est desservie par le tramway ligne d'EuskoTran.